# Álex Pastor
Álex Pastor Carayol (Barcellona, 1º ottobre 1999) è un calciatore spagnolo, difensore del Malaga.

## Caratteristiche tecniche
È un difensore centrale.

## Carriera
Pastor è cresciuto nel settore giovanile dell'Espanyol, che ha lasciato nel 2015 per firmare con la Sampdoria. Nel 2018 è stato ceduto in prestito alla Vis Pesaro, con cui ha debuttato il 12 agosto nell'incontro di Coppa Italia Serie C pareggiato 0-0 contro il Fano. Il 18 settembre seguente ha esordito anche in Serie C contro la Triestina.
Rientrato a Genova al termine della stagione, ha giocato una stagione con la Primavera prima di far ritorno in Spagna all'FC Andorra.

## Statistiche

### Presenze e reti nei club
Statistiche aggiornate al 2 giugno 2024.
| Stagione        | Squadra         | Campionato      | Campionato | Campionato | Coppe nazionali | Coppe nazionali | Coppe nazionali | Coppe continentali | Coppe continentali | Coppe continentali | Altre coppe | Altre coppe | Altre coppe | Totale | Totale | Totale |
| Stagione        | Squadra         | Comp            | Pres       | Reti       | Comp            | Pres            | Reti            | Comp               | Pres               | Reti               | Comp        | Pres        | Reti        | Pres   | Reti   |        |
| --------------- | --------------- | --------------- | ---------- | ---------- | --------------- | --------------- | --------------- | ------------------ | ------------------ | ------------------ | ----------- | ----------- | ----------- | ------ | ------ | ------ |
| 2018-2019       | Vis Pesaro      | C               | 26         | 0          | CI+CI-C         | 0+1             | 0               |                    | -                  | -                  |             | -           | -           | 27     | 0      |        |
| 2020-2021       | FC Andorra      | SDB             | 8+5        | 0+0        | CR              | 1               | 0               |                    | -                  | -                  |             | -           | -           | 14     | 0      |        |
| 2021-2022       | FC Andorra      | PDR             | 30+1       | 2+0        | CR              | 1               | 0               |                    | -                  | -                  |             | -           | -           | 32     | 2      |        |
| 2022-2023       | FC Andorra      | SD              | 21         | 1          | CR              | 2               | 0               |                    | -                  | -                  | CC          | 1           | 0           | 24     | 1      |        |
| 2023-2024       | FC Andorra      | SD              | 25         | 1          | CR              | -               | -               |                    | -                  | -                  | CC          | 1           | 0           | 26     | 1      |        |
| Totale Andorra  | Totale Andorra  | Totale Andorra  | 84+6       | 4          |                 | 5               | 0               |                    | -                  | -                  |             | 2           | 0           | 101    | 4      |        |
| Totale carriera | Totale carriera | Totale carriera | 110+6      | 4          |                 | 5               | 0               |                    | -                  | -                  |             | 2           | 0           | 127    | 4      |        |

## Palmarès

### Club

#### Competizioni nazionali
- Primera Federación: 1

FC Andorra: 2020-2021 (gruppo 2)